# The Union
The Union är ett studioalbum av Elton John och Leon Russell, utgivet 2010.

## Låtlista
Alla låtar skrivna av Elton John och Bernie Taupin, om annat inte anges.
1. "If It Wasn't for Bad" (Leon Russell) – 3:42
2. "Eight Hundred Dollar Shoes" – 3:22
3. "Hey Ahab" – 5:39
4. "Gone to Shiloh" – 4:50
5. "Jimmie Rodgers' Dream" (T-Bone Burnett/Elton John/Bernie Taupin) – 3:42
6. "There's No Tomorrow" (T-Bone Burnett/Elton John/Leon Russell/James Timothy Shaw) – 3:45
7. "Monkey Suit" – 4:45
8. "The Best Part of the Day" – 4:45
9. "A Dream Come True" (Elton John/Leon Russell) – 5:05
10. "When Love Is Dying" – 4:50
11. "I Should Have Sent Roses" (Leon Russell/Bernie Taupin) – 5:18
12. "Hearts Have Turned to Stone" (Leon Russell) – 3:47
13. "Never Too Old (To Hold Somebody)" – 4:57
14. "In the Hands of Angels" (Leon Russell) – 4:43